# Valea Moldovei
Valea Moldovei – wieś w Rumunii, w okręgu Suczawa, w gminie Valea Moldovei. W 2011 roku liczyła 1405 mieszkańców. 